# 国鉄デハ6310系電車
デハ6310系は、かつて日本国有鉄道の前身である鉄道院、鉄道省に在籍した木造直流用電車を総称したものである。
本項では、デハ6310形、デハ6380形、クハ6430形、サハ6410形およびこれらの改造車について取り扱う。

## 概要
本系列は、1914年（大正3年）から1919年（大正8年）にかけて、山手線・中央線用として製造されたもので、鉄道院の電車としては初めて標準型として量産された系列である。
デハ6310形は54両、デハ6380形は19両、クハ6430形は10両、サハ6410形は2両の計85両が製造された。
車体形状は、妻面が平妻非貫通型の3枚窓、側面は片側3扉で、全ての客用扉が引戸となっている。側面窓配置は4形式とも共通で1D141D141D1である。屋根は車体全長に及ぶモニター形で、側面に水雷型の通風器が4対取り付けられている。集電装置は、トロリーポール2線式である。台車は釣合梁式の明治45年電車用で、主電動機は出力50PSのDK13-D-3、主制御器は総括式のC-87-Bである。

## 基本形式

### デハ6310形
本系列の基幹となる両運転台形の制御電動車で、1915年、1917年～1919年の4か年度に54両が製造された。製造所は、鉄道院新橋工場・大井工場のほか、民間の汽車製造東京支店、天野工場、日本車輌製造支店でも行われている。その状況は、次のとおりである。1918年製からは、番号が次形式（デハ6340形）の範囲に到達してしまったため、万位に1を付して16310から付番されている。
- 1915年（18両）
  - 新橋工場 : 6310 - 6315（6両）
  - 汽車支店 : 6316 - 6327（12両）
- 1917年（12両）
  - 汽車支店 : 6328, 6329（2両）
  - 大井工場 : 6330 - 6339（10両）
- 1918年（14両）
  - 汽車支店 : 16310 - 16313（4両）
  - 天野工場 : 16314 - 16316（3両）
  - 日車支店 : 16323 - 16329（7両）
- 1919年（10両）
  - 天野工場 : 16317 - 16321（5両）
  - 日車支店 : 16322, 16330 - 16333（5両）

1916年11月24日に発生した新宿電車庫火災では2両（6322, 6323）が焼失し、後述するデハ6380形に機器類を転用された。また、同火災で焼失した旧形車の台枠を改修のうえ、本形式の製造に充てた例もあったという。1923年（大正12年）9月1日に発生した関東大震災では、5両（6318, 6319, 16318 - 16320）が被災し、廃車されている。

### クハ（サハ）6410形
デハ6310形と同系の付随車で、1915年度に鉄道院新橋工場で2両（6410, 6411）が製造されたものである。第一次世界大戦勃発により、電装品の輸入が途絶した結果誕生した付随車である。前述の新宿電車庫火災では1両（6411）が焼失し、廃車された。
製造当時は、付随車と運転台を持つ制御車の記号による区別がされていなかったため、両者共通の「ク」が冠されたが、1917年9月1日付で付随車に記号「サ」が制定されたため、残存していた1両（6410）がサハ6410形に改められた。
本形式には、1923年から1925年にかけて、山手線・中央線の昇圧にともなって両線で使用されていた50PS電動車、制御車を電装解除して編入した77両があるが、これらの詳細については、別項（国鉄サハ19形電車）で述べる。

### デハ6380形
新宿電車庫が火災により焼失し、同庫に配属されていた電車20両が焼失したが当時、電装品は輸入に頼らざるをえず、貴重品であったことから、焼け残った電装品を復旧し、新造の車体と組み合わせて製作されたのが本形式である。1916年から1918年にかけて、同火災で焼失した電動車と同数の19両が製造された。新造された車体は、デハ6310形と全く同形であるが、電装品はすべて焼失車の再用であるため、電動機、制御器、制動方式も雑多で、中には直接制御式のものもあったが、1918年度の標準化により間接式に交換された。製造の状況は次のとおりである。
- 1916年（5両）
  - 汽車支店 : 6380 - 6384（5両）
- 1917年（4両）
  - 汽車支店 : 6385 - 6388（4両）
- 1918年（10両）
  - 天野工場 : 6389 - 6398（10両）

### クハ6430形
デハ6310形を片運転台式の制御車としたものである。最初の1両（6430）は新宿電車庫火災で焼失したクハ6411の代替車として1917年に日本車輌製造支店で製造されたもので、その後の運用方法の変更により1919年に9両が一気に天野工場（3両・6431 - 6433）と日本車輌製造支店（6両・6434 - 6439）で製造された。
関東大震災では、2両（6431, 6434）が被災し廃車されている。

## 使用停止
本系列は全車が中央線・山手線で使用されたが、1924年（大正13年）に両線の昇圧により、サハ6410形およびクハ6430形については、電動車に先行して1500V対応に改装された。さらに同年中にクハ6430形が運転台設備を撤去してサハ6410形に編入されている。また、事故により大破し、大井工場に留置されていたデハ6380形1両（6395）が1925年度の復旧の際にサハ6410形に編入されている。
電動車（デハ6310形、デハ6380形）については、これに遅れて1925年に使用が停止された。その後1927年（昭和2年）には、電装解除のうえ全室三等車サハ6410形に編入されたが、デハ6310形10両は池上電気鉄道に譲渡された。この状況は、次のとおりである。
- 6310 : 池上電気鉄道デハ20 → 目黒蒲田電鉄モハ30 → モハ152 → 東京急行電鉄デハ3303 → クハ3232 → サハ3363
- 6311 : 池上電気鉄道デハ21 → 目黒蒲田電鉄モハ31 → モハ154 → 東京急行電鉄デハ3304
- 6312 : 池上電気鉄道デハ22 → 目黒蒲田電鉄モハ32 → モハ159 → 東京急行電鉄デハ3309
- 6313 : 池上電気鉄道デハ23 → 目黒蒲田電鉄モハ33 → モハ160 → 東京急行電鉄デハ3310
- 6314 : 池上電気鉄道デハ24 → 目黒蒲田電鉄モハ34 → モハ161 → 東京急行電鉄デハ3311
- 6315 : 池上電気鉄道デハ25 → 目黒蒲田電鉄モハ35 → モハ155 → 東京急行電鉄デハ3305
- 6316 : 池上電気鉄道デハ26 → 目黒蒲田電鉄モハ36 → 東京横浜電鉄サハ1 → 東京急行電鉄サハ3351
- 6317 : 池上電気鉄道デハ27 → 目黒蒲田電鉄モハ37 → 東京横浜電鉄サハ2 → 東京急行電鉄サハ3352
- 6320 : 池上電気鉄道デハ28 → 目黒蒲田電鉄モハ38 → 東京横浜電鉄サハ3 → 東京急行電鉄サハ3353
- 6321 : 池上電気鉄道デハ29 → 目黒蒲田電鉄モハ39 → 東京横浜電鉄サハ4 → 東京急行電鉄サハ3354

## 1928年10月車両称号規程改正にともなう変更
1928年（昭和3年）10月1日に施行された車両称号規程改正により、本系列も全車が改番の対象となった。その際、制御電圧600Vのものはサハ6形、制御電圧を100Vに改装したものはサハ19形に区別された（斜体で表示）。サハ6形の一部はその後改装のうえサハ19形に編入され、残ったものも1933年（昭和8年）までに廃車されるなどして淘汰された。その一部は小口急行貨物用の貨車（ワ50000形有蓋車、ワフ20000形有蓋緩急車）に改造されている。なおこれらの一部はさらに客車（救援車）に転用されナヤ6630形となり、1953年称号規程改正によりナエ7200形と改称されている。
番号の変遷は、次のとおりであるが、前述の電装解除にともなうものも併記する。
- 6410 → 6001 → 19030[II]
- 6430 → 6413 → 6004 → 19048
- 6432 → 6414 → 6005 → 19049
- 6433 → 6415 → 6006 → 19050
- 6435 → 6416 → 6007 → 19051
- 6436 → 6417 → 6008 → 19052
- 6437 → 6418 → 6009 → 19053
- 6438 → 6419 → 6010 → 19054
- 6439 → 6420 → 6011 → 19055
- 6395 → 6421 → 6012 → 19056
- 6324 → 6436 → 6017 → ワ50000
- 6325 → 6437 → 6018 → ワ50001
- 6326 → 6438 → 6019 → ワフ20000
- 6327 → 6439 → 6020 → ワフ20001
- 6328 → 6440 → 6021 → ワフ20002
- 6329 → 6441 → 6022 → ワフ20003
- 6330 → 6442 → 6023 → ワ50002
- 6331 → 6443 → 6024 → ワ50003
- 6332 → 6444 → 6025 → ワ50004
- 6333 → 6445 → 6026 → ワ50005
- 6334 → 6446 → 6027 → ワ50006
- 6335 → 6447 → 6028 → ワ50007
- 6336 → 6448 → 6029 → ワ50008
- 6337 → 6449 → 6030 → ワ50009

- 6338 → 16410 → 19001
- 6339 → 16411 → 19002
- 16310 → 16412 → 19003
- 16311 → 16413 → 19004
- 16312 → 16414 → 19005
- 16313 → 16415 → 19006
- 16314 → 16416 → 19007
- 16315 → 16417 → 19008
- 16316 → 16418 → 19009
- 16317 → 16419 → 19010
- 16321 → 16420 → 19011
- 16322 → 16421 → 19012
- 16323 → 16422 → 19013
- 16324 → 16423 → 19014
- 16325 → 16424 → 19015
- 16326 → 16425 → 19016
- 16327 → 16426 → 19017
- 16328 → 16427 → 19018
- 16329 → 16428 → 19019
- 16330 → 16429 → 19020
- 16331 → 16430 → 19021
- 16332 → 16431 → 19022
- 16333 → 16432 → 19023

- 6380 → 16433 → 19024 → ワ50014
- 6381 → 16434 → 19025 → ワフ20005
- 6382 → 16435 → 19026 → ワ50010
- 6383 → 16436 → 19027 → ワ50015
- 6384 → 16437 → 19028 → ワフ20016
- 6385 → 16438 → 19029 → ワ50013
- 6386 → 16439 → 19030[I]
- 6387 → 16440 → 19031 → ワ50016
- 6388 → 16441 → 19032 → ワフ20004
- 6389 → 16442 → 19033 → ワ50011
- 6390 → 16443 → 19034 → ワ50012
- 6391 → 16444 → 19035
- 6392 → 16445 → 19036
- 6393 → 16446 → 19037
- 6394 → 16447 → 19038
- 6396 → 16448 → 19039
- 6397 → 16449 → 19040
- 6398 → 26410 → 19041

## 戦前から終戦まで
1933年にサハ6形が消滅した後は、1934年（昭和9年）に1両が配給車クヤ5形に、1936年（昭和11年）に1両が気動車用の制御車キクハ16800形に改造され、1940年（昭和15年）に4両が私鉄に譲渡された以外は、ほとんどが太平洋戦争後まで国有鉄道に残存した。理由としては、1937年（昭和12年）に日中戦争が勃発したのにともない、国が戦時体制となったことで、資源の活用の観点から廃車が控えられたこと、また台枠の構造が鋼体化改造に適さなかったことがあげられる。

### クヤ5形への改造
1934年に19003（旧16310）を、大井工場で配給制御車（クヤ5形・5001）に改造したものである。前位側に運転台が設置され、その分だけを有蓋室として乗務員室とし、そこから後部は無蓋とされて、側面には木製のあおり戸が設置された。荷重は16tである。

### キクハ16800形への改造
1936年に19035（旧6391）を気動車用の制御車としたものである。キハニ36450形電気式気動車と連結して運用されたが、間もなく戦時体制の中で燃料の確保が困難になったことから1942年に使用が中止され、1945年に戦災を受け廃車された。

### 譲渡
1940年4月にはサハ19形4両が廃車され、いずれも私鉄に譲渡された。この状況は次のとおりであるが、一部は戦時買収によって、再び国有鉄道籍となった。
- 19013（旧16323） : 青梅電気鉄道サハ10 → 再国有化
- 19014（旧16324） : 富士山麓電気鉄道ハニ253
- 19015（旧16325） : 富士山麓電気鉄道ハニ254
- 19016（旧16326） : 鶴見臨港鉄道サハ361 → 再国有化

## 戦後の状況

### 戦災廃車
太平洋戦争末期、米軍の空襲が激しくなると、車両の被害も増大していった。本グループにおいても、5両が戦災により1946年（昭和21年）に廃車となっている。この他に1両が事故により廃車となっている
- 19022 : 小田急電鉄1654 → 廃車
- 19042
- 19051
- 19055
- サハ10（旧青梅）

- 19054（事故廃車）

### 譲渡
このグループは戦中戦後の酷使によって疲弊し、おおむね1949年（昭和24年）までに営業用としての使用が停止され、戦後の輸送力不足に悩む私鉄に譲渡されたほか、事業用（配給車）に転用された。
- 19005 : 秩父鉄道（1948年）入籍せず
- 19009 : 富士山麓電気鉄道（1948年）ハニ255 → 廃車（1962年10月）
- 19019 : 弘前電気鉄道（1951年）クハニ201 → 廃車
- 19020 : 弘前電気鉄道（1951年）クハニ202 → 廃車
- 19023 : 小田急電鉄（1951年）1655 → 廃車
- 19040 : 西武鉄道（1952年）クハ1411 → クハ1441 → クハ1459
- 19050 : 弘前電気鉄道（1948年）クハニ203 → 廃車
- 19052 : 西武鉄道（1952年）クハ1412 → クハ1442 → クハ1460

### 事業用客車への転用
1951年（昭和26年）から翌年にかけて、残存していたサハ19形の事業用車への転用が行われた。この転用では、客車（ナヤ16900形）へ車種の変更が行われた。さらに1953年にはナル17600形に改称されている。
- 19036 : ナヤ16906 → ナル17609
- 19038 : ナヤ16907 → ナル17610

## 1953年車両称号規程改正にともなう変更
1953年6月1日に施行された車両称号規程改正時、本系列に属する電車はサハ19形1両、クヤ5形1両の2両のみであった。サハ19形については、先年、救援車に改造されていたが改番は行われていなかったもので、19017がサエ9300形（9300）に改称された。クヤ5形についてはクル9200形（9200）に改称されている。
その後、サエ9300は1955年（昭和30年）1月に西武鉄道へ譲渡され、鋼体化名義でサハ1513となった。クル9200は1959年（昭和34年）7月に廃車されている。